# Orano
Orano – (wcześniej Areva) – francuski koncern z branży energetyki jądrowej, którego działalność obejmuje produkcję reaktorów, jak również wydobycie, przeróbkę, wzbogacanie i transport uranu oraz przetwarzanie wykorzystanego paliwa do reaktorów. Orano jest największym na świecie producentem reaktorów jądrowych.

## Grupa Orano
Do Orano należy:
- 66% akcji Areva NP – obroty w 2007: 2,7 mld euro (produkcja reaktorów jądrowych, dostawy paliwa, usługi konserwacji i modernizacji elektrowni jądrowych)
- 100% akcji Areva NC – obroty w 2007: 4,9 mld euro (wydobycie, przeróbka, wzbogacanie uranu, odzyskiwanie zużytego paliwa)
- 100% akcji Areva T & D – obroty w 2007: 4,3 mld euro (technologie przesyłu energii elektrycznej z elektrowni do użytkownika końcowego)
- 11% akcji STMicroelectronics
- 26% akcji Eramet
- 8% akcji Safran

W styczniu 2009 niemiecki koncern Siemens ogłosił, iż ze względu na planowane zwiększenie zaangażowania w Europie Wschodniej, sprzeda 34% akcji Areva NP. Zainteresowani kupnem byli m.in. Alstom, Bouygues, Total i EDF.

## Akcjonariat
Koncern powstał w 2001 w wyniku połączenia firm Framatome i Cogema. Największym akcjonariuszem Orano jest państwo francuskie (bezpośrednio kontroluje 5,2% akcji, a poprzez Komisariat Energii Jądrowej <CEA>– 79%, Caisse des dépôts – 3,6%, ERAP – 3,2% i EDF – 2,4%). Total posiada 1% akcji, a pozostali akcjonariusze 5,6%.

## Reaktor EPR
Sztandarowy produkt Orano – zmodernizowany reaktor wodno-ciśnieniowy 3. generacji EPR (ang. European Pressurized Reactor) o mocy 1600 MW został skonstruowany w latach 90. W kolejnej dekadzie przystąpiono do jego komercjalizacji. Obecnie budowane są dwie elektrownie jądrowe oparte na EPR: w Olkiluoto (Finlandia) oraz we Flamanville (Francja). Kolejne EPR powstaną we Francji (w Paluel) oraz 4 w Wielkiej Brytanii. Areva (obecnie Orano) podpisała także kontrakt na budowę dwóch reaktorów EPR w Chinach, dwóch reaktórów EPR w Indiach oraz ubiega się o kontrakty w USA, ZEA i RPA.

## Prace badawcze
Orano pracuje wraz z japońskim koncernem Mitsubishi nad opracowaniem nowego reaktora średniej mocy – Atmea 1 (ok. 1100MW).

## Inwestycje w odnawialne źródła energii
Ze względu na pogarszającą się sytuację na rynku jądrowym, Orano planuje zdywersyfikować swe źródła dochodu poprzez przejęcie firmy Ausra działającej w branży energetyki słonecznej. Ausra rozwija energetykę słoneczną termiczną, wykorzystując liniowe koncentratory słoneczne oparte na zwierciadłach Fresnela. Technologia Ausry została wybrana dla elektrowni słonecznej o mocy 100 MW, która ma powstać w Jordanii. Areva (obecnie Orano) chciała do 2012 roku zostać liderem na rynku energetyki słonecznej, której potencjał produkcyjny w 2020 roku szacowany jest na 20 GW. 2 marca 2010 Areva ogłosiła całkowite przejęcie Ausry.

## Sponsoring
- 1. FC Nürnberg – klub piłkarski